# C. F. Roser
C. F. Roser war eine 1834 in Feuerbach gegründete deutsche Lederfabrik. Bis 1994 war das Unternehmen nach der Robert Bosch GmbH der größte Arbeitgeber in Stuttgart-Feuerbach.
Europaweit bekannt wurde das Unternehmen als einer der führenden Hersteller für der Automobil- und Möbelindustrie zugeführten Qualitätsleder. Im Rahmen der notwendigen Unternehmenserweiterung wurden Filialbetriebe geschaffen, die bis 1995 in Ichenhausen und im oberfränkischen Rehau bestanden.
Weil solide Zukunftsaussichten im angestammten Marktfeld nicht mehr bestanden, stellte die C. F. Roser AG und drei Tochtergesellschaften am 1. Dezember 1994 Insolvenzanträge.

## Firmengeschichte

### Gründung

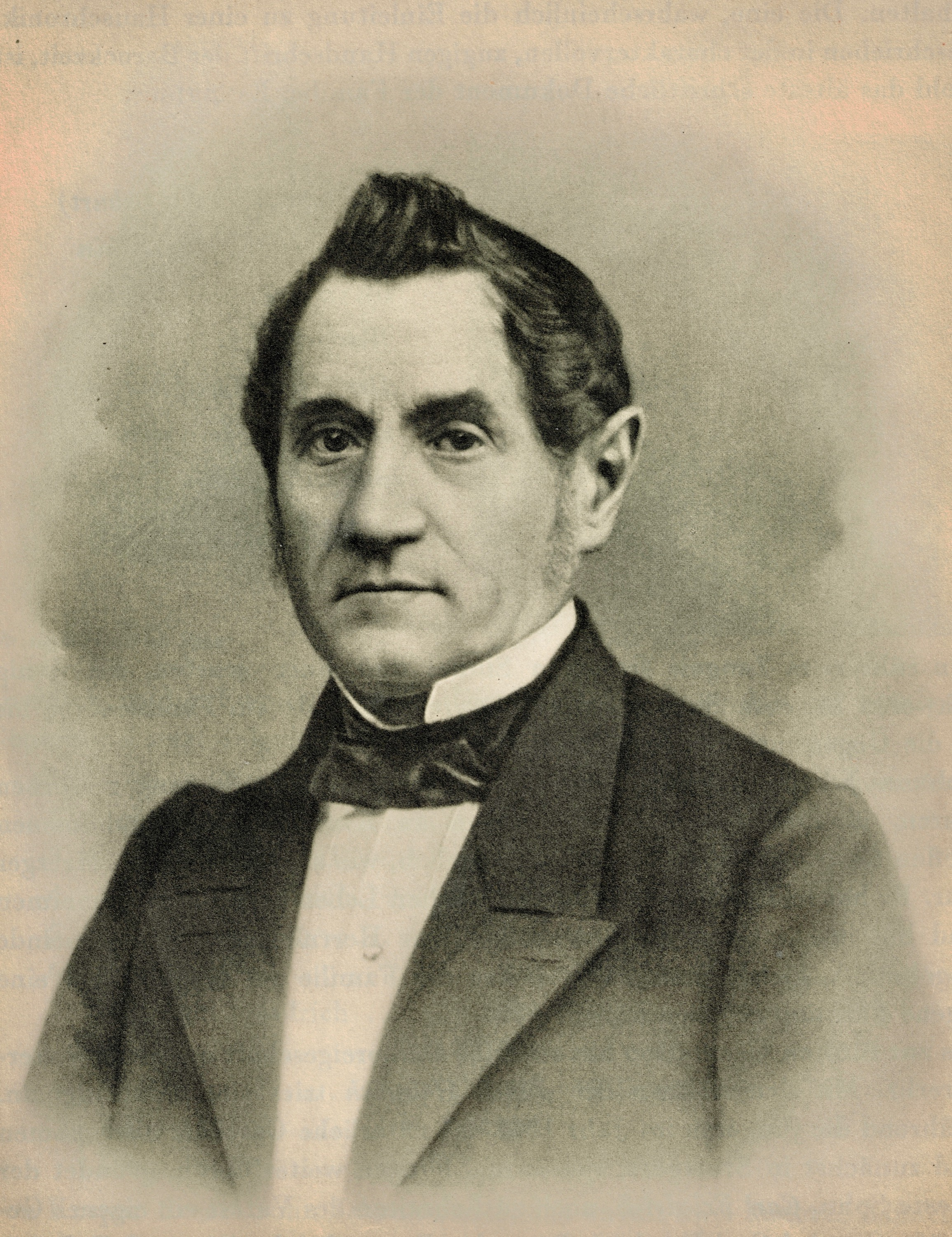
Carl Friedrich Roser, Gründer von C. F. Roser

#### Gerberfamilie Roser in Stuttgart
Die C. F. Roser AG geht auf Casper Roser (1659–1733) zurück. 1698 ließ er sich aus Straßburg kommend in Stuttgart nieder. Aus religiösen Gründen, seine Familie waren Hugenotten, hat er Straßburg verlassen. Er war von Beruf Rotgerber und wurde ein wohlhabender und in seinem Fach ausnehmend tüchtiger Mann. Er brachte es in Stuttgart zum Zunftobermeister, eine Würde, die er über 5 Generationen hindurch in der Familie vererbte.
Das in Stuttgart gegründete Gerbereigeschäft wurde über 4 Generationen weitergeführt durch Johann Jakob Roser (I) (1695–1785), Johann Jakob Roser (II) (1720–1790), Christoph Heinrich Roser, Neffe von Johann Jakob (II) (1756–1847) und Jakob Heinrich Roser (1781–1849).

#### Gründung der Lederfabrik
Der älteste Sohn von Jakob Heinrich war der 1808 geborene Carl Friedrich Roser, der bei seinem Vater das Gerberhandwerk lernte. Mit 19 Jahren ging er auf die Wanderschaft, ließ sich in Heilbronn nieder und heiratete dort die Tochter des Rotgerbermeisters Henninger. Anschließend arbeitete er einige Zeit in der Gerberei seines Schwiegervaters.
Im Jahre 1834 gründete Carl Friedrich Roser das Unternehmen C. F. Roser und ließ sich in Heilbronn in der Nähe des Götzenturmes am Neckar nieder. Er gerbte Rindhäute und Kalbfelle und machte vor allem Sohlleder und Geschirrleder. Er beschäftigte 9 Gesellen.

#### Umzug nach Stuttgart

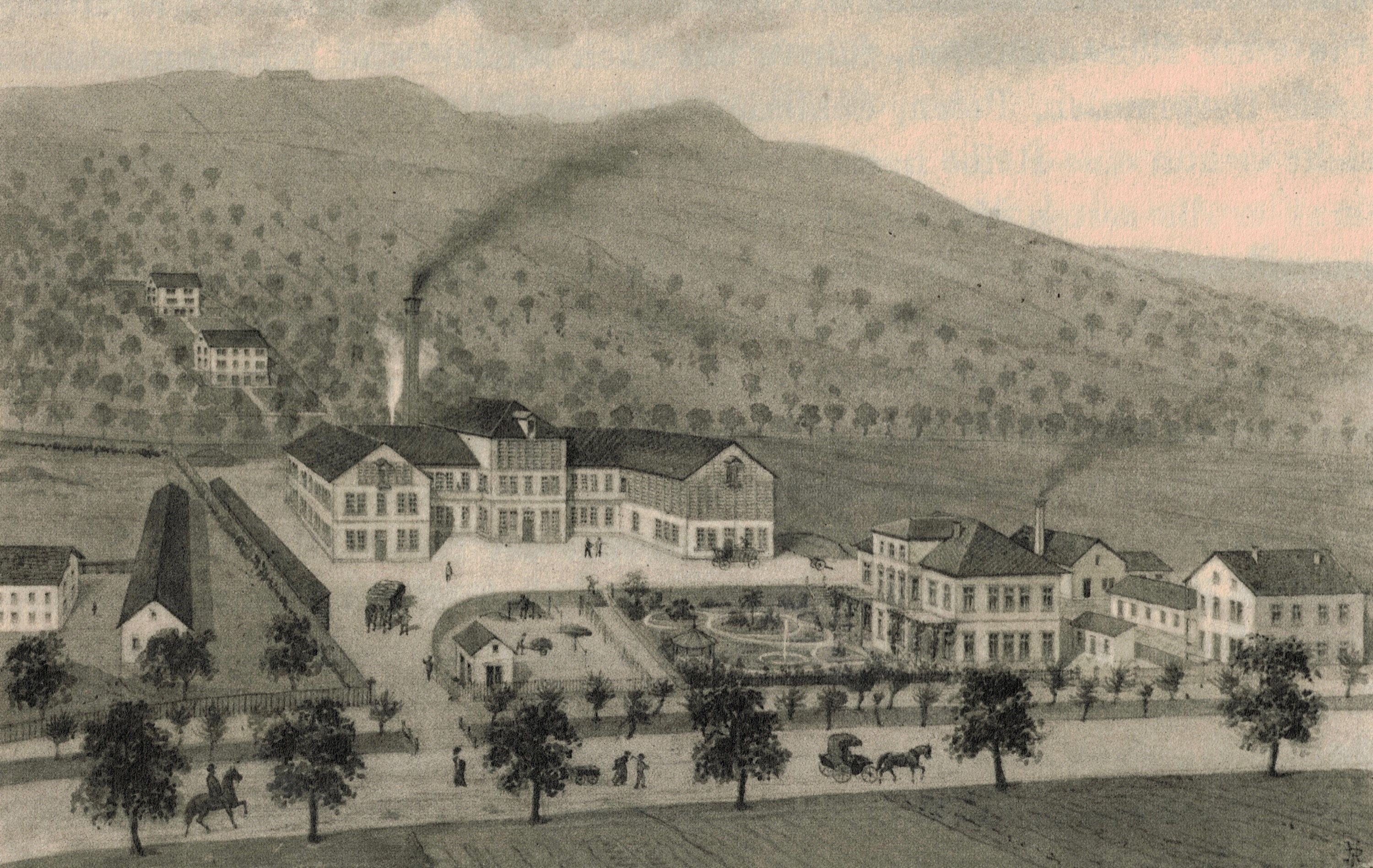
Dampfgerberei von Carl Friedrich Roser in Feuerbach 1872/1874

1848 verlegte er die Gerberei von Heilbronn zunächst nach Stuttgart in die Hauptstätter Straße. Später kaufte er das Haus des Rotgerbers Christian Kiesler in der Tübinger Straße 27 (heute Paulinenstraße) am Nesenbach, in unmittelbarer Nähe zur väterlichen Gerberei. Wieder fing er mit 2 Gesellen an und weitete das Geschäft kontinuierlich aus. Sein Sohn, Max Karl Friedrich Roser (1844–1913), arbeitete im väterlichen Betrieb mit und brachte durch eine Vielzahl von Reisen nicht nur Erfahrungen im Gerben von Leder, sondern vielfältige Kundenbeziehungen nach Stuttgart mit.
Max Karl Friedrich initiierte die Verlegung des Betriebes nach Feuerbach, weil dort genügend Raum für den industriellen Ausbau des Unternehmens vorhanden war. 1872 erwarb er in der Stuttgarter Straße ein 72 Ar großes Grundstück für 13.700 Mark. In den Jahren 1873 und 1874 wurden das Fabrikgebäude, Maschinenhaus und Kesselhaus erstellt. In der ersten Hälfte des 20. Jahrhunderts wurden weitere Grundstücke zugekauft. Das Unternehmen firmierte seinerzeit als „C. F. Roser, Gerberei Feuerbach“.
Die neue Fabrik hatte eine Dampfmaschine mit 12 Pferdestärken, die zum Antrieb einer Lohmühle diente. Diese wurde von der Berger Firma G. Kuhn geliefert und installiert. Hinzu kamen zwei Walkfässer, Ventilatoren für die Trockenräume und die Pumpen für die Wasser- und Grubenwerkstatt. Maschinen für die Lederbearbeitung wurden damals kaum verwendet. Erst 1882 wurde die erste Spaltmaschine angeschafft.
1894 wurden bereits 75 Arbeiter beschäftigt, die 9.178 Rindhäute im Jahr verarbeiteten.

### Aufstieg

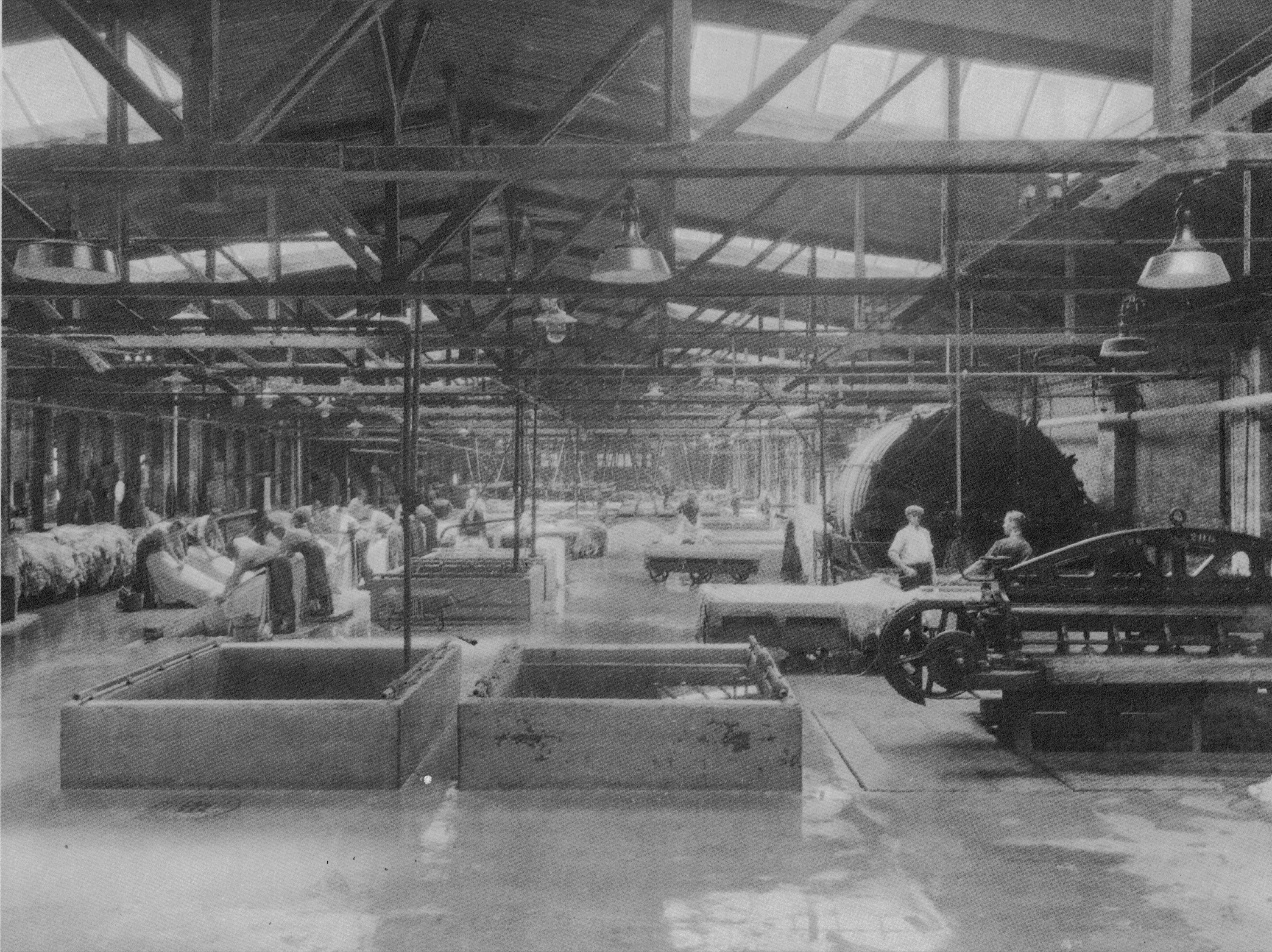
Wasserwerkstatt der Lederfabrik C. F. Roser um 1900

#### Die 8. Generation
1908 trat der Sohn Fritz Roser (1882–1968) als Teilhaber in den väterlichen Betrieb ein. Als weitgereister – er war ein Jahr in den USA und studierter Gerbereichemiker – nahm er die technische und kaufmännische Reorganisation des väterlichen Betriebes vor. Er führte die rationelleren Methoden des Äscherns, Zurichtens und Färbens, der Einrichtung eines Laboratoriums, Akkordarbeit und rationellere Fertigungsabläufe ein. Damit konnte die Produktion wesentlich gesteigert werden. 1909 wurde eine neue Dampfmaschine mit 200 Pferdestärken aufgestellt. Es wurden zahlreiche Lederbearbeitungsmaschinen angeschafft.
Fritz Roser hatte noch drei Brüder. Max Roser (geb. 1883) trat 1907 in das Geschäft ein. Er wurde 1914 zum Militär eingezogen und fiel 1915 in Frankreich. Zwei weitere Brüder, Willi (geb. 1886) und Hans (geb. 1894), waren ebenfalls Kriegsteilnehmer des 1. Weltkrieges, wurden verwundet und erhielten hohe militärische Auszeichnungen. Willi studierte Rechtswissenschaften und trat 1919 in den väterlichen Betrieb ein. Hans studierte Chemie in Stuttgart und Berlin und promovierte 1921 zum Dr. Ing. mit einem Thema aus der Gerbereichemie. Er trat 1921 in das Unternehmen ein und übernahm die technische Leitung.
1914 wurden 206 Arbeiter und Angestellte beschäftigt. Während des 1. Weltkrieges wurde die Fabrik wegen großer Lieferungen an das Militär ausgeweitet. Es wurde Militärblankleder für Mannschafts- und Pferdeausrüstung hergestellt. Das Leder diente vor allem für die Herstellung von Leibriemen, Patronentaschen, Säbeltaschen, Trag- und Mantelriemen, Gewehrriemen und Spatentaschen, Sättel und Geschirre.
Nach dem Krieg wurde mit der Produktion vor allem von Treibriemen-Leder begonnen. Aufgenommen wurden jedoch auch Autopolsterleder, Leder für Sitzmöbel, Koffer und Reiseutensilien. Die Nachkriegswirtschaft, insbesondere die Inflation, ließ das Unternehmen ums Überleben kämpfen. 1924 wurden 351 Angestellte und Arbeiter beschäftigt.

#### Umwandlung zur Aktiengesellschaft
Seit mindestens 1858 firmierte das Unternehmen mit C. F. Roser, Lederfabrik und Lederhandlung oder auch C. F. Roser Gerberei, teils als offene Handelsgesellschaft, teils eine Einzelfirma. 1920 wurde die Firma vorübergehend in eine Kommanditgesellschaft umgewandelt. Um den Jahreswechsel 1927/28 wandelte Roser das Unternehmen in eine Aktiengesellschaft um. Der Vorsitzende des Aufsichtsrates wurde Generaldirektor Dr. Karl Raiser, Stuttgart. Die Rechtsform der Aktiengesellschaft wurde gewählt, um das Fortbestehen des Werkes auch für den Todesfall und Erbgang der seitherigen Inhaber sicherzustellen.
Aufgrund eines Gesetzes der königlichen Regierung durfte Roser als Fabrik bezeichnet werden, womit die Eigenschaft als bloßer Handwerksbetrieb hinfällig wurde. Voraussetzung dafür war, dass das Unternehmen Dampfmaschinen betrieb.
Schon 1926 wurde mit der Herstellung von imprägniertem Chromsolleder und 1928 mit grubengegerbtem Vachettenleder begonnen. Seit 1930 gewann Autopolsterleder an Bedeutung, aber auch Blankleder für das Militär war wieder wichtig geworden. Der Betrieb vergrößerte sich ständig. Im Juli 1934 wurden 684 Arbeiter und Angestellte beschäftigt. Der Tariflohn betrug damals 0,71 RM je Stunde für einen Facharbeiter, der durchschnittliche Akkordlohn 0,93 RM je Stunde. Der Umsatz betrug rund 10,2 Mio. RM, die Einarbeitung durchschnittlich 570 Häute pro Tag.

#### Roser wird wieder GmbH
Im Dezember 1938 wurde die C. F. Roser AG in eine GmbH umgewandelt. Gesellschafter und zugleich Geschäftsführer waren Fritz Roser (50 %), Willy Roser (25 %) und Dr. Hans Roser (25 %). Das Stammkapital betrug 3,5 Mio. RM.
Im selben Jahr wurden die Autos der Könige Faruk I. von Ägypten und König Zogu I. von Albanien sowie die Sitze im Völkerbundsaal in Genf mit Roser-Leder gepolstert.
Dr. Hans Roser entwickelte 1938 ein besonderes Verfahren zur besseren Ausnutzung heimischer Gerbstoffe. Es gelang ihm auch, auf dem Gebiet des Gasschutzes ein Schutzmittel zu entwickeln und zu produzieren, das vom Staat abgenommen wurde.

### Der 2. Weltkrieg
Kurz vor und während des 2. Weltkrieges waren Häute eine Mangelware. Roser suchte nach neuen Werkstoffen als Ersatz für Leder und erwarb eine Kunstlederfabrik, die Westo GmbH. Die Umsätze mit solchen Materialien erreichten im Jahr 1943 bereits 9,2 Mio. RM, die Hälfte des Gesamtumsatzes von 18 Mio. RM. Roser wurde zum größten Hersteller des auf PVC-Basis gründenden Kunststoffes „P-Sohle“, einem Vorläufer der Folienproduktion.
In den Jahren 1944 und 1945 verursachten 8 Luftangriffe erhebliche Schäden auf dem Betriebsanwesen in Feuerbach. Am 7. April 1945 lag Feuerbach unter Artilleriebeschuss und wurde 14 Tage später von französischen Truppen besetzt. Die schwersten Zerstörungen und Beschädigungen fallen in das Jahr 1944: Wasserwerkstatt und Hautlager des Hauptwerkes wurden völlig zerstört. Der Gesamtkriegsschaden bei Roser wird mit 3.907.000 RM angegeben. Trotz der Kriegsereignisse wurde 1944 noch ein Umsatz von 11,2 Mio. RM erzielt, 1945 waren es nur noch 2,3 Mio. RM und 1946 wieder 4,4 Mio. RM. 1946 wurden 351 Personen beschäftigt.

#### Rückerstattung jüdischen Besitzes
Die Beteiligungen von Roser an der Lederfabrik Zuffenhausen Sihler & Co. und an der Kunstlederfabrik Julius Vottelers Nachf. GmbH, Reutlingen, fielen nach Kriegsende unter die Rückerstattungsbestimmungen. Sie befanden sich vor dem 2. Weltkrieg in jüdischem Besitz und mussten deshalb zurückgegeben werden. In beiden Fällen wurden Vergleiche geschlossen.
Die Vorgänge um die Firma Votteler belasteten die Firma Roser bis ins Jahr 1967. Die ehemaligen Anteilseigner der 1937/1941 von Roser erworbenen und 1949 zurückerstatteten Firma führten einen Schadensersatzprozess gegen das Land Baden-Württemberg. Roser musste Regressansprüche befürchten, wodurch der finanzielle Handlungsspielraum des Unternehmens in hohem Maße eingeschränkt war.
Das Land Württemberg hatte unmittelbar nach dem Krieg für den ehemals jüdischen Betrieb Votteler einen Treuhänder eingesetzt. Dem Treuhänder wurde vorgeworfen, mit der Firma Roser konspiriert und insbesondere wertvolle Maschinen auf Roser übertragen zu haben. Roser sei damit in die Lage versetzt worden, die Produktion von Kunstleder, so wie es von der Firma Votteler hergestellt wurde, aufzunehmen. Das Verfahren der ehemaligen jüdischen Eigentümer, Familie Harburger, gegen das Land wurde durch das Oberlandesgericht Stuttgart zugunsten der ehemaligen Eigentümer entschieden. Ein Gutachter stellte einen Bruttoschaden von 112 Mio. DM fest.
Das Land erhob 6. April 1959 Klage gegen die Roser GmbH und deren Tochtergesellschaft Westo GmbH wegen Schadloshaltung aus gesamtschuldnerischer Haftung für unerlaubte Handlungen. In Anbetracht dieser Sachlage verglich sich Roser nach langen, schwierigen Verhandlungen am 8. März 1967 vor dem Oberlandesgericht mit dem Land Baden-Württemberg. Roser verpflichtete sich zur Zahlung von 680.000 DM.

### Nachkriegszeit und Expansion

#### Hans Roser wird Geschäftsführer
Zum Jahresende 1954 schied Fritz Roser aus der Geschäftsführung aus. Er blieb jedoch zunächst als Berater und dann als Vorsitzender des Aufsichtsrates mit der Firma eng verbunden. Am 1. September 1955 starb sein Bruder Dr. Hans Roser. Er hatte sich als Chemiker neben seinem Engagement im technischen Bereich Leder vor allem für die Kunststoffinteressen eingesetzt.
1957 wurde Hansjörg Roser (1919–1995) – Sohn von Fritz Roser – zum Geschäftsführer. Die Beschäftigungszahl betrug zu dieser Zeit 1.041 Personen bei einem Jahresumsatz von rund 42 Mio. DM. Davon entfielen 34 Mio. DM auf Leder und 8 Mio. DM auf Folien.

#### Neuer Standort für Kunststoff-Folien in Graben-Neudorf
Auf Grund der günstigen Entwicklung der Kunststoffabteilung wurde 1960 die Anschaffung eines weiteren, dritten Kalanders zur Herstellung von Kunststofffolien beschlossen. Dieses Vorhaben wurde nicht mehr in Feuerbach verwirklicht, denn wegen Geruchsbelästigungen gab es massive Beschwerden. Es war dort auch schwierig, qualifiziertes Personal zu finden. Nach zahlreichen Ortsbesichtigungen in Baden-Württemberg entschied sich das Unternehmen im Jahr 1963 für ein 10 ha großes Gelände in Graben-Neudorf bei Bruchsal. Jedoch erst im März 1968 wurde Richtfest gefeiert und im September desselben Jahres die Produktion aufgenommen.
Die Kunststofffolien hatte Roser in Feuerbach in der Tochtergesellschaft Westo GmbH hergestellt. Nachdem es bei Westo gebrannt hatte, entschied man sich, deren Kunststoffproduktion ebenfalls nach Graben-Neudorf zu verlagern. Durch den Verkauf des früheren Westo-Areals im Föhrich in Feuerbach wurden 7,8 Mio. DM erlöst.
In diesem Zuge wurde die Westo GmbH in Roser-Neudorf GmbH umbenannt. Später folgte eine Umfirmierung in roxan GmbH & Co. Veredelungen.

#### Neuer Standort für Leder in Ichenhausen
Auch für die Ledererzeugung suchte die Geschäftsleitung einen weiteren Produktionsstandort. Nach zahlreichen Ortsbesichtigungen fiel die Entscheidung zu Gunsten der Stadt Ichenhausen bei Günzburg. Die Nähe zur Autobahn Stuttgart-München und die rund 100 km Entfernung von Stuttgart waren ausschlaggebend. Hinzu kamen attraktive Fördermöglichkeiten für die Industrieansiedlung durch den Freistaat Bayern. Voraussetzung war allerdings die Gründung einer rechtlich selbständigen Firma in Bayern. Im Januar 1973 nahm die Lederfabrik Ichenhausen GmbH mit zunächst 200 Häuten pro Tag die Produktion auf.

#### Roser floriert
Die Beschäftigtenzahl lag 1968 bei 1.060 Personen, der Umsatz im Leder bei 46,9 Mio. DM und in Folie bei 12,6 Mio. DM.
1977 wurden 793 Personen beschäftigt. Der Umsatz betrug 80 Mio. DM im Lederbereich und 22 Mio. DM im Folienbereich.

#### Expansion
Anfang 1977 wurde mit der Firma Otto Langbein in Backnang und Birgit Kleinknecht die Lederfabrik Bopfingen GmbH gegründet, um den Betrieb in Feuerbach zu entlasten. Es folgten Beteiligungen und Übernahmen von weiteren Firmen:
- LGR Lederveredlung GmbH, Rehau
- Südleder GmbH & Co. Wetblue- und Crustfabrikation, Rehau
- SLR Systemleder Roser GmbH, Aspach
- Chr. Schaefer Lederfabrik GmbH & Co. KG, Euskirchen-Flamersheim
- Lederfabrik G. Möhlenbeck GmbH & Co. KG, Mülheim/Ruhr
- Feldmann GmH, Euskirchen
- Lederfabrik Bogen Verwaltungs GmbH, Straubing
- Rotan Gesellschaft für chemisch-technische Erzeugnisse mbH, Graben-Neudorf
- C. F. Roser South Africa Ltd., Johannesburg
- RR Leder GmbH & Co., Kaiserslautern

Die Expansion führte dazu, dass Roser bis Mitte der 1980er Jahre eine Monopolstellung im Segment der Autolederherstellung erlangte. Mitte der 1980er Jahre waren 800 Arbeitnehmer in der Firma beschäftigt.

#### Roser wird wieder eine Aktiengesellschaft
Zum 1. Januar 1985 wird die C. F. Roser GmbH in eine Aktiengesellschaft mit einem Grundkapital von 5 Mio. DM umgewandelt und hat nur noch Holdingfunktion. Die Lederproduktion kommt in die neugegründeten Lederfabrik C. F. Roser GmbH mit einem Stammkapital von 2,5 Mio. DM und die Folienproduktion in die roxan-Folien GmbH, Graben-Neudorf, mit einem Stammkapital von 500.000 DM.
Die Aktiengesellschaft befasst sich mit der Vermietung und Verpachtung von Grundstücken, Gebäuden und beweglichen Anlagegütern, der Überwachung der Beteiligungen mit zentraler Personalverwaltung und dem Rechnungswesen.

### Insolvenz

#### Gründe der Insolvenz
Die Umsätze der Roser AG gingen kontinuierlich zurück. Waren es im Jahr 1988 noch 224 Mio. DM, beliefen sie sich 1994 noch auf 122 Mio. DM. Die Umsatzrückgänge waren vornehmlich auf die Zunahme des internationalen Wettbewerbs zurückzuführen. Alleine der Umsatz mit Autoledern für die Mercedes-Benz AG hatte sich innerhalb von 4 Jahren halbiert.
Auch eine falsche Beteiligungspolitik führte zu erheblichen Verlusten. Verschiedene erworbene Firmen mussten abgeschrieben werden.
Darüber hinaus musste Roser auf Grund von Umweltauflagen innerhalb von 5 Jahren allein 18,3 Mio. DM in eine biologische Kläranlage und eine thermische Nachverbrennung investieren.

#### Sanierungsbemühungen
Bereits im Jahr 1993 versuchte der Vorstand mit Kosteneinsparungen der unbefriedigenden Ertrags- und Umsatzlage entgegenzuwirken. Im gesamten Konzernbereich belief sich der Personalabbau auf 13,5 % von 768 auf 664 Personen. Weiterhin verstärkte das Unternehmen den Einsatz von billiger Rohware und baute einen Teil der hohen Lederbestände ab. Nicht belastete Grundstücke und Gebäude sollten veräußert werden. Die Verlagerung des Folienbetriebes nach Graben-Neudorf sowie des Lederbetriebs nach Ichenhausen sollten forciert vorangetrieben werden.
Die Lage verschlechterte sich im 1. Halbjahr 1994 deutlich. Am 24. Juni 1994 sah sich der Vorstand gezwungen, die Baden-Württembergische Bank AG über die erneut hohen Verluste der Firma zu informieren. Der Verlust im 1. Halbjahr 1994 betrug ca. 10 Mio. DM. Baden-Württembergische Bank fror daraufhin alle offenen Kreditlinien zum 31. August 1994 ein.

#### Konkurseröffnung
Am 14. September 1994 wurde für die C. F. Roser AG und die Lederfabrik Roser GmbH, am 30. September 1994 für Lederfabrik Ichenhausen GmbH und am 7. Oktober 1994 für LGR Lederveredlung GmbH der Vergleichsantrag zur Abwendung des Konkurses beim Amtsgericht Stuttgart-Bad Cannstatt gestellt. Am 1. Dezember 1994 wurde bei allen Unternehmen das Anschlußkonkursverfahren eröffnet und der Stuttgarter Rechtsanwalt Dr. Volker Grub als Konkursverwalter bestellt.

#### Schließung des Standorts Stuttgart und Verlagerung der Produktion
Im Einvernehmen mit dem Vorstand schloss Grub den Standort Stuttgart sofort. Im ersten Quartal 1995 wurde die Lederfertigung nach Ichenhausen und die Folienherstellung nach Graben-Neudorf verlagert. Das wertvolle Gelände an der Stuttgarter Straße in der Innenstadt von Stuttgart-Feuerbach sollte veräußert und einer neuen Nutzung zugeführt werden.

#### Schließung von Ichenhausen
Aber auch die Lederfertigung in Ichenhausen konnte nicht aufrechterhalten werden. Im Jahre 1995 verteuerte sich der Einkauf von Häuten für die Lederherstellung wesentlich. Die Ursache dafür war, dass die Schlachtungen in Europa wegen der Fleischskandale wesentlich abgenommen hatten. Besonders stark war der Rückgang in Deutschland. Daraus resultierte ein geringerer Anfall von Häuten, was zu Preissteigerungen führte. Der Anteil des Rohwaren-Einsatzes an den Kosten stieg auf 50 Prozent.
Auf der anderen Seite verlangte der größte Kunde von Roser, die Mercedes-Benz AG, für das Jahr 1996 Preisnachlässe bis zu 25 Prozent auf Autoleder. Weiterhin musste festgestellt werden, dass sich der Ledermarkt globalisierte. Deutsche Lederunternehmen produzierten zwischenzeitlich an Billig-Standorten wie Polen, Südafrika und Ungarn. Erschwerend kam hinzu, dass sich auch die Möbelindustrie in einer schweren Krise befand. Viele Möbelhersteller kämpften ums Überleben.
Noch im September 1995 beschloss Grub, den Betrieb in Ichenhausen zum März 1996 stillzulegen. Nach Bekanntgabe des Stilllegungsbeschlusses zeigte die Firma Bader GmbH und Co. Göppingen, ein Wettbewerbsunternehmen der Roser AG, Interesse an der Übernahme von Grundstück und Gebäuden, einem großen Teil des Maschinenparks und Teilen der Belegschaft. Bereits am 12. Dezember 1995 wurde ein Kaufvertrag abgeschlossen, mit dem auch die Übernahme von 40 Arbeitnehmern verbunden war.

#### Die nicht vom Konkurs betroffene Tochtergesellschaft
Die roxan GmbH und Co. Veredelungen in Graben-Neudorf war von der Insolvenz selbst nicht betroffen und arbeitet mit Gewinn. Die Firma beschäftigte 119 Arbeitnehmer und erzielte im Geschäftsjahr 1996 einen Umsatz von 35 Millionen DM. Am 22. Juli 1997 wurde diese Firma mit den Grundstücken in Graben-Neudorf an die Firma Kalle-Pentaplast in Montabaur, eine Tochtergesellschaft der Klöckner-Werke AG und der Höchst AG und Europas größter Hartfolienhersteller, veräußert.

#### Das Roser-Areal in Feuerbach
Aufwendig war die Verwertung des Betriebsgeländes an der Stuttgarter Straße in Stuttgart-Feuerbach. Themen der Verkaufsplanung waren:
- Verkehrskonzepte und die Erschließung des Geländes mit Quartierstraßen, Gehwegen, Stuttgarter Staffeln, Grünplätzen, Stellplätzen und Tiefgaragen
- Nutzungskonzepte für Wohnen, Gewerbe, Einzelhandel und Gemeinbedarf
- Denkmalschutz und Fragen des Abbruchs oder der Erhaltung von alten Gebäuden
- Bodenverunreinigungen durch die industrielle Nutzung
- Abbruch von Gebäuden
- Verfahrensfragen, Abstimmung mit Bezirksbeirat, Stadtrat und die Behörden der Stadt Stuttgart.

Erste Ideen, die der Konkursverwalter einbrachte, waren die Schaffung von zwei Dritteln des Geländes für Gewerbe und ein Drittel für Wohnen. Insbesondere bestand die Absicht, die Aufstellung eines Bebauungsplanes zu erreichen, mit großflächigem Einzelhandel. Verkehrsgutachter erklärten, dass die Feuerbacher Innenstadt keine weiteren Verkehrs-Zuwächse zulasse.
Von der Stadt wurde ein Ideenwettbewerb für das Wohngebiet entlang der Oswald-Hesse-Straße gefordert. Auslober war der Konkursverwalter. Die Gesamtkosten für den Ideenwettbewerb beliefen sich einschließlich der Preisgelder und Honorare für das Preisgericht auf 280.000 DM.
Der Denkmalschutz musste berücksichtigt werden. Das Verwaltungsgebäude Stuttgarter Straße 15, das von dem bekannten Stuttgarter Architekten Bonatz erstellt wurde, ein Maschinenhaus, das unter Stuttgarter Straße 17a geführt wurde und ebenfalls von Bonatz geplant war, sowie das älteste Gebäude des Komplexes, ein ehemaliges Wohnhaus, das im Jahre 1881 erstellt wurde, und unter Stuttgarter Straße 13 geführt wurde, standen unter Denkmalschutz.
Besonders aufwendig war die Beseitigung von Altlasten, denn Bodenverunreinigungen gingen nicht nur von der Lederfabrik der Firma Roser aus, sondern bereits zuvor befand sich auf dem Gelände eine Chemiefabrik. Um Schadstoffeinträge zu beseitigen, wurde verunreinigter Boden abgetragen, die Bodenluft abgesaugt und eine Grundwasserreinigungsanlage in Betrieb genommen, die noch die nächsten 15 Jahre lief. Besonders problematisch war die Beseitigung eines Tiefbrunnens, der über 100 Meter tief war und früher die Lederfabrik mit Wasser versorgte. Er hatte ein Schüttvolumen von 39 Litern in der Sekunde. Die Problematik des Brunnens war, dass mehrere geologische Schichten, insbesondere zwei Grundwasserleitern durchbrochen wurden.
Die Planung für die Bebauung des Roser-Areals erstreckte sich über mehrere Jahre und beschäftigte die Kommunalpolitik und die örtliche Presse.
Eine Vielzahl von Interessenten sprachen beim Konkursverwalter wegen eines Erwerbs von Grundstücken vor. Schon am 2. Januar 1998 konnte Grub einen Teil an die Aldi Grundstücks-GmbH und Co. KG veräußern. Der größte Teil des Geländes ging erst im Juli 2000 an die Dibag Industriebau AG München. Dibag gestaltete den Gewerbepark, so wie er heute an der Stuttgarter Straße in Feuerbach zu sehen ist.

#### Ende des Konkursverfahrens
Die Konkursverfahren aller vier Roser-Unternehmen konnten im Jahre 2001 beendet werden. Sie führten zu einer vollen Befriedigung aller Konkursgläubiger, deren Forderungen sich auf 40 Millionen DM beliefen. Für die entlassenen Mitarbeiter wurden Zahlungen aus dem Sozialplan geleistet.

## Produkte
Gefertigt wurden Leder für die Industrie (Treibriemen) und für das Militär (Koppelriemen). Zudem wurde für Privathaushalte produziert. Die Palette reichte von verschiedenfarbigen Blankledern für Flecht- und Riemensandalen, über Chromnarben- und Spaltleder für Zwischen- und Laufsohlen zu Dichtungs-, Manschetten- und Einfassleder. Daneben produzierte die Firma Fahlleder für Fahrradsättel, Flexibelspalten für Brand- und Zwischensohlen, Gürtel, Kofferriemen und Schultornister. Die Fertigung basierte auf der Verwendung von Rinderhäuten. Sämtlicher Karosseriebedarf konnte abgedeckt werden über Polsterleder, Punzierleder, Rindvachetten und Schattenleder.

## Sonstiges
Roser war ein Förderer des jungen Architekten Bonatz, der am Standort in Feuerbach ein neues Verwaltungsgebäude und ein Maschinenhaus (Firma), eine neue Festhalle und ein neues Gymnasium errichtete. Diese Gebäude stehen heute unter Denkmalschutz. Für den Fabrikanten persönlich baute Bonatz die Villa Roser.